# Jacques Barsamian
 (novembre 2018).
Jacques Barsamian, né le 17 mars 1943 à Nice et mort le 1er décembre 2024 à Paris,, est un chanteur, écrivain et journaliste musical français spécialisée dans le rock.

## Biographie
Jacques Barsamian débute à Disco Revue en 1962, dont il devient secrétaire de rédaction. Depuis, sa carrière journalistique est jalonnée de rencontres-entretiens avec les plus grandes stars du rock françaises et anglo-saxonnes.
Il a participé à la création du mensuel Rock & Folk et de l'hebdomadaire Pop Music. Il a collaboré ensuite à de nombreuses revues musicales comme Rock 'N' Roll Musique et Jukebox magazine.
Quelques interviews côté français : Johnny Hallyday, Eddy Mitchell, Dick Rivers, Claude François, Julien Clerc, Alain Bashung, Renaud, Jean-Jacques Goldman, Patrick Bruel, Christophe, Herbert Léonard, Ronnie Bird, Noël Deschamps, Charles Aznavour, Danyel Gérard, Henri Tachan, Sylvie Vartan, Françoise Hardy, Nicoletta, Catherine Ribeiro, Véronique Sanson, Vanessa Paradis, William Sheller, Paul Personne, Bill Deraime, Charlelie Couture, Yves Montand, Mouloudji… 
Coté anglo-américain : les Beatles (novembre 1963), George Harrison (1970), Paul McCartney (1972), Ringo Starr (1977) en conversation devant quelques verres : Mick Jagger, Eric Burdon, Joe Cocker, Jimi Hendrix, Cab Calloway, Bill Haley, Jerry Lee Lewis, Little Richard, Chuck Berry, Bo Diddley, Gene Vincent, James Brown, Tina Turner, Cher, David Bowie, Roxy Music (Bryan Ferry, Brian Eno, Phil Manzanera), Marc Bolan, les Yardbirds, Who, Them, Pretty Things, Deep Purple, Gary Glitter, Rory Gallagher, Joni Mitchell, Stephen Stills, Don McLean, Country Joe McDonald, Jim Croce, Georgie Fame, Mungo Jerry, Steve Hillage, Zoot Money, Tony Joe White, Robert Gordon…
Il a cosigné une vingtaine d'ouvrages de référence sur la musique populaire et la culture rock en collaboration avec François Jouffa : la série L'Age d'Or (Rock'n'Roll ; Pop ; Yéyé), L'Aventure du Rock, L'Encyclopédie de la Black Music ou encore Histoire du Rock, de biographies des Rolling Stones et Johnny Hallyday.
Il a également publié plusieurs 45 tours dans les années 1970 (dont le plus connu est Mauvaises pensées, texte de François Jouffa) et un CD en 2006.
Pour la radio, auteur, journaliste ou animateur, il a collaboré notamment à Europe 1, France Inter, RMC, Europe 2, O'FM. Il a co-animé, avec Big Joe et Jacques Leblanc, l'émission Juke Box sur Fréquence Paris Plurielle 106.1 FM. Les émissions rediffusées Cœur de rocker le samedi et le dimanche à 20 h , Noir et Blanc du lundi au jeudi à 21 h sur Radio variétés live,  le vendredi à 21 h une nouvelle émission Les grands standards du rock avec Patrick Laurent (réalisateur, entre autres, de films documentaires), ainsi qu'en alternance une émission spéciale de 55 minutes « Rencontre avec », où il évoque certaines des chansons liées à sa vie, faisant partie de son album CD paru en 2006, de reprises de grands titres rock sur la web radio Radio Variétés Live.

## Publications

### Ouvrages de Jacques Barsamian etFrançois Jouffa
- Johnny Story, Éditions de France, 1975; Éditions 13-Carrère, 1979.
- Stones Story, Éditions de France, 1976.
- Elvis Presley Story, Alain Mathieu, 1977.
- Idoles Story (Yéyé Story), Alain Mathieu, 1978.
- L’Âge d’or du rock ’n’ roll, Ramsay, 1980; France Loisirs, 1987; Michel Lafon, 1994.
- L’Âge d’or de la pop music, Ramsay, 1982.
- L’Âge d’or du yéyé, Ramsay, 1983; réédité sous le titre Vinyl Fraise les années 60, Michel Lafon, 1993.
- L’Âge d’or du rock & folk, Ramsay, 1985.
- L’Âge d’or de la rock music, Ramsay, 1986.
- L’Aventure du rock, Ramsay/Édition°1, 1989.
- Johnny, 50 ans, Édition° 1/Michel Lafon, 1992; réédité sous le titre Johnny Story, Michel Lafon, 1995.
- L’Encyclopédie de la black music, Michel Lafon, 1994.
- L’Encyclopédie du rock américain, Michel Lafon, 1996.
- Johnny 60 ans, l’Archipel, 2002; réédité sous le titre Johnny Story, Succès du Livre, 2003.
- Les Stones 40 ans de rock & roll, Ramsay, 2003; Ramsay poche, 2008.
- Histoire du rock, Tallandier, 2005; réédition 2008.
- Génération Johnny, éditions Gründ, 2010.